# 第3次スーパーロボット大戦α 終焉の銀河へ
『第3次スーパーロボット大戦α 終焉の銀河へ』（だいさんじスーパーロボットたいせんアルファ しゅうえんのぎんがへ）は、バンプレストから発売されたシミュレーションRPG。
キャッチコピーは「さらば、スーパーロボット大戦α」。

## 概要
SDで表現されたロボットたちが競演するクロスオーバー作品「スーパーロボット大戦シリーズ」の一つ。
本作は『スーパーロボット大戦α』（以下『α』）に始まる、シリーズカテゴリの一つである「αシリーズ」の第4作目。『スーパーロボット大戦α外伝』（以下『α外伝』）と『第2次スーパーロボット大戦α』（以下『第2次α』）を経て続いてきたαシリーズの完結作品である。αシリーズの総括という意味を込めて、「終焉の銀河へ」というサブタイトルが付けられた。外宇宙の脅威が再び登場し、銀河規模の戦いを描く。全60話。
PlayStation 2用ソフトとして当初は2005年7月14日に発売が予定されていたが、「さらなるクオリティアップのため」として延期され同年7月28日に発売された。発売同日には『スーパーロボット大戦α PREMIUM EDITION』として、前作3本が同梱されたBOXが発売されている。後の2006年6月8日にはPlayStation 2 the Best版（廉価版）が発売された。
バンプレストオリジナルの一部の機体（ベルグバウ、ディス・アストラナガン）とケイサル・エフェスをイラストレーターの金子一馬（アトラス）がデザインしたり、ダンクーガの戦闘画面のカットインを『超獣機神ダンクーガ』本編でメカニックデザインを担当したアニメーターの大張正己が自ら手がけるなど、外部スタッフも起用されている。
「PlayStation Awards 2006」において、ゴールドプライズ（累計出荷本数50万本以上100万本未満のタイトルに対して贈られる）を受賞した。

## 参戦作品

### 一覧
★マークはシリーズ初参戦作品。☆マークは据え置き機初参戦作品。αマークはαシリーズに初編入作品。
- 超獣機神ダンクーガ
- 戦国魔神ゴーショーグン
- 新世紀エヴァンゲリオン
- 新世紀エヴァンゲリオン 劇場版
- α伝説巨神イデオン
- 勇者王ガオガイガー
- ★勇者王ガオガイガーFINAL
- ★電脳戦機バーチャロン オラトリオ・タングラム
- ★電脳戦機バーチャロン マーズ
- 機動戦士ガンダム0083 STARDUST MEMORY
- 機動戦士Ζガンダム
- 機動戦士ガンダムΖΖ
- 機動戦士ガンダム 逆襲のシャア
- 新機動戦記ガンダムW Endless Waltz
- ★機動戦士ガンダムSEED
- 無敵鋼人ダイターン3
- マジンガーZ
- グレートマジンガー
- ゲッターロボ
- ゲッターロボG
- 真・ゲッターロボ（原作漫画版）
- 鋼鉄ジーグ
- 超電磁ロボ コン・バトラーV
- 超電磁マシーン ボルテスV
- 闘将ダイモス
- 大空魔竜ガイキング
- 勇者ライディーン
- トップをねらえ!
- 超時空要塞マクロス 愛・おぼえていますか
- マクロスプラス
- ☆αマクロス7
- バンプレストオリジナル

### 解説
αシリーズ最多の全31作品。初参戦作品は『勇者王ガオガイガーFINAL』・『電脳戦機バーチャロン オラトリオ・タングラム』・『電脳戦機バーチャロン マーズ』・『機動戦士ガンダムSEED』の4作品。『マクロス7』は据え置き機に初参戦。そのほかに登場作品には明記されていないが、ゲーム『新世紀エヴァンゲリオン2』からEVA初号機F型装備が登場する。
『機動戦士ガンダムSEED』は、『第2次α』発売後に行われたアンケート「次に出して欲しい作品」で断トツとなったため、本作で参戦を果たした。『機動戦士ガンダムSEED』参戦の影響により、本作の初週売り上げ本数は過去のシリーズ最高を記録している。
『勇者王ガオガイガーFINAL』は本来登場させる予定はなかったが、作品のスケールが本作に合うほど大きかったため、どうせやるなら最後までやろうという開発者の判断から参戦作品に加えられた経緯がある。
『電脳戦機バーチャロン オラトリオ・タングラム』・『電脳戦機バーチャロン マーズ』はゲーム作品からの登場となる。これは今後の可能性を広げる目的でゲーム作品からの登場を考えていたところ、同ゲームのプロデューサーである亙重郎の肯定的な返事を受けて実現した。この2作品は、ストーリーには絡まず特別ゲストとしての側面が強い。アファームド・ザ・ハッターの声優はセガ社員の光吉猛修が務めている。またテムジン747Jのパイロットについては亙により「チーフ」というオリジナルキャラクターが与えられている。本作におけるバーチャロイドについては、人が乗っているのか、独立したAIを持つロボットなのかは明言されていない。
『伝説巨神イデオン』・『トップをねらえ!』の2作品がαシリーズ最終作の本作に登場することは、『α』開発当初から決めていたという。また、一度クリア以降限定ではあるが、『伝説巨神イデオン』本編のラストを再現した特殊エンディングも存在する。
『マクロス7』も『第2次α』の製作時点で、すでに本作での登場が決まっていた。同作は設定上『超時空要塞マクロス』から30年以上の時間の隔たりがあり、マクシミリアン・ジーナスやミリア・ファリーナ・ジーナスなど、両作品に跨って登場するキャラクターや、ジーナス夫妻の娘であるミレーヌ・ジーナスも登場。本作ではゼントラーディとの戦い（『α』）からさほど時間が経過していないため、マクロス7船団だけ30年以上の時間が経過していることに独自の理由付けをしている。
『第2次α』の終盤において、『機動戦士Ζガンダム』および『機動戦士ガンダムΖΖ』のハマーン・カーンと休戦するかどうかという選択肢があったが、「地球へ落とされたのはアクシズ（休戦した場合は『ブレンパワード』のオルファンが落とされる）」・「最終話でハマーンが霊として現れる（休戦した場合は死亡しない）」といった点から、本作では休戦しないルートが正史となっている。また『第2次α』ではゲームの進め方次第で『ゲッターロボ』の巴武蔵を生存させることができたが、本作では死亡したことになっている。
『第2次α』では関連人物のみの登場にとどまっていた『超機大戦SRX』のメインキャラクターが再登場。なお前作『第2次α』同様に名義は『バンプレストオリジナル』である。

### パッケージ登場機体
- マジンガーZ（マジンガーZ）
- EVA初号機（新世紀エヴァンゲリオン）
- VF-1S・Sバルキリー(フォッカー機)（超時空要塞マクロス 愛・おぼえていますか）
- テムジン747J（電脳戦機バーチャロン マーズ）
- ライディーン（勇者ライディーン）
- イデオン（伝説巨神イデオン）
- フリーダムガンダム（機動戦士ガンダムSEED）
- ガイキング（大空魔竜ガイキング）
- スターガオガイガー（勇者王ガオガイガー）
- ダンクーガ（超獣機神ダンクーガ）
- ガンバスター（トップをねらえ!）
- ボルテスV（超電磁マシーン ボルテスV）

## システム
ここでは、本作特有のシステムや新規追加・変更されたシステムについて解説する。シリーズ共通のシステムについてはスーパーロボット大戦シリーズのシステムを参照。
本作のシステムは、ほぼ『第2次α』を引き継いでいるが、クリアしたシナリオのチャートが見られる「シナリオチャート」や、会話シーンの読み返し、戦闘デモの早送り、精神コマンドを指定し一括で使用できる機能などがさらに追加された。
BGM選択
水木一郎のアイデアにより搭載された。本作では『スーパーロボット大戦ORIGINAL GENERATION2』からさらに自由度が増しており、他作品のBGMであっても選択可能となった。ただし、ガオガイガーのヘル・アンド・ヘヴンのような一部の必殺技や、レーツェル・ファインシュメッカーの搭乗機（詳細はバンプレストオリジナルのキャラクター一覧#旧・特殊戦技教導隊を参照のこと）のBGMは固定となっている。このシステムは後の作品にも継承された。
小隊システム
『第2次α』からのシステムが本作でさらに改良された。小隊を自動的に編成する「自動編成システム」や、すでに編成した小隊に自動的にユニットを編入させる「自動編入システム」が採用されている。また、小隊を解散させる前に部隊編成内容を記録できるようになり、再編成も容易になった。
サブシナリオ
『スーパーロボット大戦GC』でも採用された、各シナリオ間の補完などを目的としたもの。本作では本編に資金を還元することはできない。
本作でαシリーズに復帰した作品や『バンプレストオリジナル』のSRXチームのストーリー補足のシナリオが多い。また、シナリオチャートを本編シナリオ・サブシナリオ共に全て埋めることで、今作のバンプレストオリジナルキャラクターが集合した隠しサブシナリオ「スペシャルステージ」がプレイ可能となる。
サポート
原作を知らない、または本シリーズをプレイしたことのないユーザーに対する配慮が行われている。
基本的なゲームの進め方やシステムの説明、攻略のヒントを学べる「ガイダンスシナリオ」「攻略Q&A」や、シリーズ特有の固有名詞や用語などの解説が見られる「用語辞典」など。また、ゲームクリア後に一部キャラクターのさらに詳しい説明が、「キャラクター事典」に追加される。

### 原作設定を再現したシステム
イデオンゲージ・システム
『スーパーロボット大戦F完結編』で登場したシステム。本作ではイデオンゲージが最大になってもイデオンが暴走することはなくなった。また、比較的ゲージを上昇させやすくなっている。
歌システム
『スーパーロボット大戦D』で登場したシステム。本作では新たにバロータ兵にも使用が可能となった。命中してもダメージは与えられないが気力が下がり、一定まで下げると撤退していく（経験値・資金は撃墜時と同様に入手できる）。また、味方に対して能力を上昇させる歌は重ねがけはできなくなったほか、サウンドブースターの装備には一定以上の気力を必要とするようになった。一度サウンドブースターを装備すると、シナリオ終了まで解除できない。

## オリジナルキャラクター

### オリジナル主人公
前作『第2次α』と同様のストーリーが異なる4人の中からの選択制。
4人のうちクスハ・ミズハのみが前作『第2次α』から引き続いての登場で、他の3人は『第2次α』の主人公3人のストーリーをそれぞれ引き継いだ新登場のキャラクター。『第2次α』の主人公も対応したシナリオにそれぞれ登場するが、ゼンガー・ゾンボルトのみ全てのキャラクターのシナリオに登場する。
なお、本作の各主人公には、スーパー系、リアル系という区分はされていない。
トウマ・カノウ
ロボット：雷鳳→大雷鳳
多種多様なアルバイトして暮らしていたが、戦闘に巻き込まれ、なし崩し的に雷鳳に乗って撃退したことを切っ掛けにパイロットに志願した青年。彼を主人公に選ぶと『鋼鉄ジーグ』や『勇者王ガオガイガー』が序盤の中心シナリオとなる。『グレートマジンガー』の剣鉄也とも深い関係を持つようになる。ケイサル・エフェスがトウマに語りかけたのは彼の持つ闘志に興味を持ったため。
『第2次α』におけるゼンガー・ゾンボルトのストーリーを引き継いだ物語。
クスハ・ミズハ
ロボット：轟龍・改→真・龍虎王
テスラ・ライヒ研究所でテストパイロットをしている。彼女を主人公に選ぶと序盤は『マジンガーZ』『ゲッターロボ』『超獣機神ダンクーガ』を中心に展開するシナリオとなる。ケイサル・エフェスがクスハに語りかけたのは彼女の強い念動力に興味を持ったため。前の戦争で何も学ばず、戦いを繰り返す人間たちに対して嫌気が差し始めている。
『第2次α』同様に『α』のスーパー系のクスハのストーリーも引き継いでいる。
クォヴレー・ゴードン
ロボット：ベルグバウ→量産型νガンダム→ベルグバウ→ヴァルク・ペン（スポット）→ディス・アストラナガン
ベルグバウの中に居た記憶喪失のパイロット。彼が主人公の場合、序盤はガンダム系中心として展開するシナリオとなっている。ケイサル・エフェスがクォヴレーに語りかけたのはディス・アストラナガンに搭載されたディス・レヴに興味を持ったため。該当シナリオではストライクガンダムの正規パイロット（予定）でもあった。
『第2次α』におけるアラド・バランガのストーリーを引き継いだ物語。
セレーナ・レシタール
ロボット：ASソレアレス→エスリム（スポット）→ASアレグリアス
所属部隊を壊滅させられ復讐に生きる女スパイ。彼女が主人公の場合、序盤は『機動戦士ガンダムSEED』を中心にシナリオが展開され、クォヴレー編の序盤と対になるようなシナリオとなる（クォヴレー編では連邦側からガンダム強奪が描かれるが、セレーナ編はザフト側から描かれる）。ケイサル・エフェスがセレーナに語りかけたのは彼女の持つ憎悪に興味を持ったため。
『第2次α』におけるアイビス・ダグラスのストーリーを引き継いだ物語。

### 仲間
ゼンガー・ゾンボルト
前作の主人公の1人。寡黙な熱血漢。主に盟友レーツェルと行動を共にし、度々主人公たちの危機を救う。トウマ、ブリットにとっては師匠と言える存在になる。
本作ではどの主人公を選んでも登場する。トウマ編では『第2次α』の設定を引き継いだ形で登場するが、他の3人の場合は新登場したキャラクター扱いとなる。
レーツェル・ファインシュメッカー
本名はエルザム・V・ブランシュタイン。SRXチームのライの実兄にあたるが、当人はある事情からその素性を隠しながら活動を続けている。主人公たちとは別行動を取り、時としてゼンガーを伴って戦いの場へと現れる。
今作にはBGM選択機能が付いているが、レーツェルのみBGMの変更が不可能。専用のBGMが設定されているボスキャラクターとの戦闘時でもレーツェルのBGMが優先される（彼のBGM優先は本作だけではなく、『OG』や『第2次α』も同様である）。
イルイ・ガン=エデン
『第2次α』にて初登場を果たし、各主人公達とも深い繋がりを持つことになる謎の少女。その正体はガン=エデンと呼ばれる防衛システムにより生み出された少女。『第2次α』の最終シナリオにてガン=エデンと融合したが、その最後は各主人公によって変わっている。
第3次αでは主人公によって最初の動向が異なる（前作でイルイを救出したクスハ編では序盤で登場し、同じく救出しているアラド編を引き継ぐクォヴレー編ではアラドが匿っている。救出に失敗したゼンガー編を引き継ぐトウマ編やイルイと別離してしまったアイビス編を引き継ぐセレーナ編では、最初から行方不明になっている）が、最終的には行方不明となり、各勢力は彼女を探している状態となっている。今作でも主人公達のシナリオによってその最後が変わるが、前作の主人公達（クスハ編の場合はクスハ）に引き取られる。
ミナキ・トオミネ
雷鳳の開発を手掛けた女性技術者。ひょんなことからトウマが雷鳳のパイロットとなったことにより、彼の良きパートナーとなる。トウマ編のみに登場。
ブルックリン・ラックフィールド
クスハの恋人で雷虎改のパイロット。クスハと共にテスラ・ライヒ研究所でテストパイロットをしている。クスハ同様に『α』のスーパー系オリジナル主人公のパートナーを引き継いでいる。クスハ編にのみ登場。
アラド・バランガ
前作の主人公の1人。行方不明になっていたゼオラのパートナー。クォヴレーの良き友人となる。なお行方不明になっていた間は『第2次α』のラストで民間人としての人生を選んだシーブックとセシリーの家に転がり込んで2人が営むパン屋を手伝っていたらしい。クォヴレー編のみに登場。
ゼオラ・シュヴァイツァー
行方不明のアラドを探している。クォヴレーの世話を色々と焼いてくれる。クォヴレー編のみに登場。
エルマ
セレーナと行動を共にする小型のロボットで、セレーナの機体にもサポートとして乗り込む。セレーナ編のみに登場。
アイビス・ダグラス
前作の主人公の1人。メガロード船団を離れて行方不明になってしまった宇宙飛行士。チームTDのリーダー。セレーナ編のみに登場。
ツグミ・タカクラ
アイビスと供に行方不明になっている彼女のパートナー。セレーナ編のみに登場。
スレイ・プレスティ
アイビス達と行動を供にしていたが彼女だけ先にαナンバーズと合流できる。セレーナのパートナーになることに。前作に比べると穏やかな人物になった。セレーナ編のみに登場。

### SRXチーム
リュウセイ・ダテ
SRXチームの一員。序盤で敵の軍勢の前に惨敗を喫し、SRXも完膚なきまでに破壊され、さらにはアヤが戦死したことにより念動力を失う。が、新生したSRX（通称バンプレイオス）への搭乗をきっかけに復活。新たな戦いへと挑む。
ライディース・F・ブランシュタイン
SRXチームの一員。再起不能に陥りかけたリュウセイを叱咤して立ち直らせる。兄エルザム（レーツェル）と再会するが『OG』とは違い、エルザムとの確執はない。本編ではサブパイロットとしての参戦だが、サブシナリオではレーツェルから譲られたヒュッケバインMk-III・トロンベに搭乗。
アヤ・コバヤシ
SRXチームの一員。序盤でSRXが撃墜された際に死亡したと思われていたが、ゼ・バルマリィ本星に拉致されていた。非人道的な策略の駒として利用されかけるもこれを退け、終盤でSRXチームに復帰し逆襲に転ずる。
マイ・コバヤシ
SRXチームの一員。かつてのレビ・トーラー。『α外伝』の後にアヤに妹として引き取られ、マイと名乗っている。レビの頃に比べて性格が少女らしくなった。アヤの代わりを務めるためにバンプレイオスに搭乗。サブシナリオではかつて『α』のリアル系主人公やヴィレッタが乗っていたヒュッケバインMk-IIIに搭乗。
ヴィレッタ・バディム
SRXチームの隊長。修復されたR-GUNパワードに搭乗する。セレーナからは一時期スペクトラと誤解されていた。

### ゼ・バルマリィ帝国、他
ルアフ・ガンエデン
バルマーの支配者である霊帝。少年の姿をしている。
シヴァー・ゴッツォ
帝国の宰相。ユーゼスに似た仮面をつけている。バランとは旧友。高い能力を持ちバルマー本星でガンエデンで出撃してくる。
ハザル・ゴッツォ
シヴァーの子。好戦的な性格だが、狡猾で小心者な面もちらつかせている。
エイス・ゴッツォ
ハザルの副官。幼いころの怪我を隠すために仮面をつけていると語る。寡黙でしゃべらない。
エツィーラ・トーラー
魔女というに相応しいバルマーの大神官。非常に知識欲が深い。
バラン・ドバン
ゼ・バルマリィ帝国の武人。トウマやゼンガーのライバルとなる。
孫光龍
龍虎王伝奇の時代から復活したバラルの一員。クスハルートではライバル的存在となる。その他のルートでも最終話や重要なシナリオで登場する。
キャリコ・マクレディ
イングラムによく似た男。ゴラー・ゴレム隊の隊長で、クォヴレーのライバルとなっている。
スペクトラ・マクレディ
ヴィレッタによく似た女。ゴラー・ゴレムの副隊長。セレーナとライバルになる。
アルマナ・ティクヴァー
地球に興味を持つ帝国の姫巫女。
ルリア・カイツ
アルマナの侍女でアルマナを守るのが役目。
エペソ・ジュデッカ・ゴッツォ
ハザルと共に地球圏に現れたジュデッカ・ゴッツォの1人。髪の色は緑。
サルデス・ジュデッカ・ゴッツォ
ジュデッカ・ゴッツォの1人。髪の色は赤。
ヒラデルヒア・ジュデッカ・ゴッツォ
ジュデッカ・ゴッツォの1人。髪の色は青。
ケイサル・エフェス
真の霊帝。本作並びにαシリーズの最終ボス。まつろわぬ霊の王。

## スタッフ
プロデューサー
寺田貴信、じっぱひとからげ、菊池博
ディレクター
名倉正博、安斉誠
シナリオ
名倉正博、寺田貴信、千住京太郎
オリジナルメカデザイン
宮武一貴、カトキハジメ、金子一馬、永井豪、石川賢、丸山功一、藤井大誠、吉野修広、富士原昌幸、大輪充、杉浦俊朗、安藤弘、小野聖二、金丸仁、土屋英寛
オリジナルキャラクターデザイン
河野さち子
原画・監修
杉浦俊朗
サウンド／SE
サラマンダー・ファクトリー

## 主題歌
オープニングテーマ「GONG」
作詞：影山ヒロノブ / 作・編曲：河野陽吾 / 歌：JAM Project
最終シナリオのマップBGMは本曲のアレンジである。また作中にも登場しており、マクロスシリーズの熱気バサラとリン・ミンメイが完成させたことになっている。
エンディングテーマ「Brother in Faith」
作詞：奥井雅美 / 作曲：影山ヒロノブ / 編曲：河野陽吾 / 歌：JAM Project

## プロモーション

### 『スパロボ感謝祭』開催
2005年2月12日、新木場スタジオコーストにて本作を発表したイベント。他にも、JAM Projectのライブや緑川光や水木一郎などのゲストとのトークが行われている。また、OVA『スーパーロボット大戦ORIGINAL GENERATION THE ANIMATION』の映像が公開され、本編出演者の水谷優子をゲストに迎えている。会場には沢山のファン、舞台裏にはゲームに出演している声優や、制作に関わった大張正己など著名人も駆けつけた。

### Kフェス2005
2005年7月19日、20日に行われた「講談社スーパーキャラクターフェスティバル 2005」に本作は出展された。特設ステージでは、プロデューサーの寺田貴信、歌手の水木一郎、CMやCVを担当した加藤夏希によるトークイベントが行われている。

### テレビCM
各CMの名称は公式HPによるもの。
さらばα編
CGムービーを基本にしたもの。
ゴング編
オープニングテーマ「GONG」にのせて、3人の声優がナレーションするもの。ケイサル・エフェスの声を担当したアニソン歌手の水木一郎も声を当てている。
- 『勇者王ガオガイガー』『勇者王ガオガイガーFINAL』より、獅子王凱役の檜山修之によるヒヤマ編。
- 『トップをねらえ!』より、タカヤ・ノリコ役の日髙のり子によるヒダカ編。
- 『機動戦士ガンダムSEED』より、キラ・ヤマト役の保志総一朗によるホシ編。
- 上記の3人が出演するALL編。15秒verと30秒Verが存在する。

終焉の銀河編
CGムービーと戦闘画面を組み合わせたもの。
花火と夏希編
ルリアの声を担当したタレントの加藤夏希出演の夏季限定実写CM。

### 購入特典
予約特典はDVDソフト「α SERIES SPECIAL DVD」。本作のPVに加え、αシリーズの歴代PVと「スパロボ感謝祭2005」ダイジェストが収録されている。

## 関連商品

### 攻略本
- 第3次スーパーロボット大戦α 終焉の銀河へ プレイヤーズバイブル ISBN 9784757724075
- 第3次スーパーロボット大戦α 終焉の銀河へ パーフェクトバイブル ISBN 9784757724839
- 第3次スーパーロボット大戦α 終焉の銀河へ ザ・コンプリートガイド ISBN 9784840232197
- 第3次スーパーロボット大戦α 終焉の銀河へ パーフェクトガイド ISBN 9784797332322
- 第3次スーパーロボット大戦α 終焉の銀河へ 完全解析ファイル ISBN 9784575164459

### コミック
第3次スーパーロボット大戦α 終焉の銀河へ 4コマKINGS
2005年11月15日初版、一迅社、DNAメディアコミックス。ISBN 9784758002820
複数作家による二次創作4コマ漫画。
第3次スーパーロボット大戦α 終焉の銀河へ コミックアンソロジー ファイナルウォーズ
2005年12月15日初版、一迅社、DNAメディアコミックス。ISBN 9784758002868
複数作家による二次創作短編漫画。
第3次スーパーロボット大戦α 終焉の銀河へ 4コマ戦線
2005年11月29日初版、双葉社、アクションコミックス。ISBN 9784575939743
複数作家による二次創作4コマ漫画。
第3次スーパーロボット大戦α 終焉の銀河へ アンソロジー戦線
2005年11月29日初版、双葉社、アクションコミックス。ISBN 9784575939750
複数作家による二次創作短編漫画。
第3次スーパーロボット大戦α 終焉の銀河へ コミックアンソロジー 超激編
2005年11月10日初版、光文社、火の玉ゲームコミックシリーズ。ISBN 9784334806286
複数作家による二次創作短編漫画。

### ムック
- スーパーロボット大戦αシリーズファンブック ISBN 9784334901288

### CD
第3次スーパーロボット大戦α オリジナルサウンドトラック
2005年9月26日発売 ランティス
本編BGMを収録したサウンドトラックCD。
負けないぜ!ガンレオン 葉山宏治 スーパーロボット大戦オリジナル音源集
2008年12月28日発売 D4エンタープライズ
葉山宏治が作曲したBGMのオリジナル音源が収録されている。

### 周辺機器
メモリーカード8MB
2005年7月28日 HORI
PS2用のメモリーカード。タイトルロゴがプリントされており、4人の主人公のシールが付属している。